# Schmetterlingsbucht

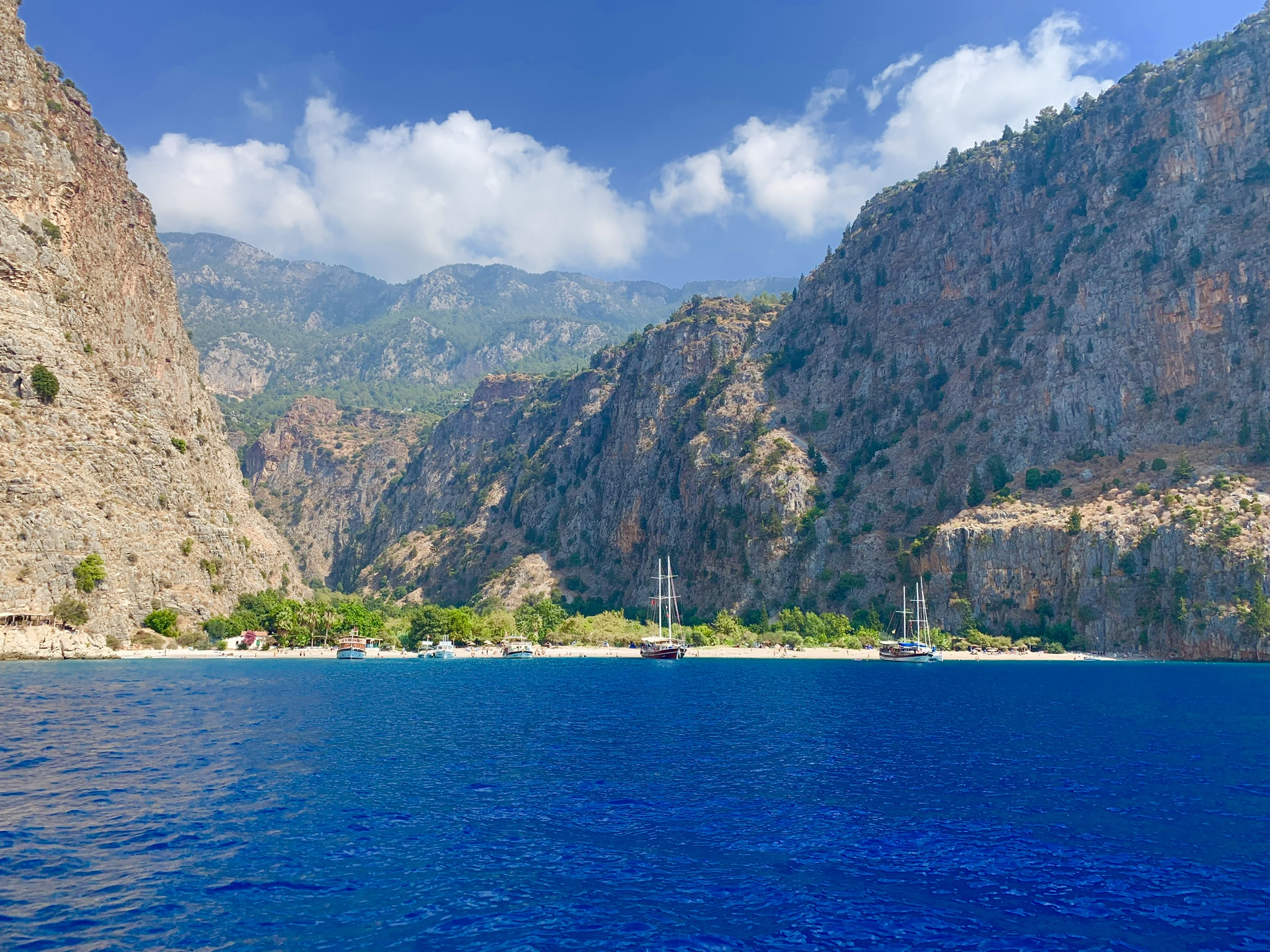
Blick auf die Schmetterlingsbucht vom Mittelmeer aus

Die Schmetterlingsbucht (türkisch Kelebekler Vadisi, ‚Schmetterlingstal‘) ist ein Tal innerhalb der Grenzen der Stadt Muğla im Bezirk Fethiye innerhalb der Ortsgrenze des Badeorts Ölüdeniz. Die Schmetterlingsbucht am Fuße des Babadağ, eines der 100 Berge, die aufgrund ihrer endemischen Arten als Welterbe empfohlen wurden, wurde am 8. Februar 1995 zum Naturschutzgebiet ersten Grades erklärt und für alle Arten von Bauarbeiten gesperrt. Umgeben von steilen Felswänden mit einer Höhe von 350 Metern, erhielt das Tal seinen Namen von den mehr als 80 Schmetterlingsarten, die es beherbergt, insbesondere dem Russischen Bären. Der Wasserfall, dessen Quelle im Stadtteil Faralya liegt und sich aus einer Höhe von 50 Metern ergießt, erreicht das Mittelmeer mit einem Bach, der mitten durch das Tal fließt.
Die einzigartige geografische Struktur der Schmetterlingsbucht ist Gegenstand von Untersuchungen und Laborstudien der Wissenschaftskreise der Pflanzen- und Tierwelt, insbesondere Botaniker und Entomologen, und zieht die Aufmerksamkeit nationaler und internationaler Umweltorganisationen und Ökologen auf sich.
Der Transport zur Schmetterlingsbucht wird mit Booten durchgeführt, die von Ölüdeniz abfahren. Ein Weg aus dem Viertel Faralya (Uzunyurt) führt ebenfalls in das Tal; aufgrund der Seilkletterrouten und der variablen Oberflächen sollte dieser jedoch mit einem Reiseführer begangen werden.
In der Schmetterlingsbucht wurde eine Einrichtung zum Schutz des natürlichen Lebens errichtet. Das Unternehmen bietet den Besuchern Übernachtungsmöglichkeiten in Zelten und Baumhäusern und hat eine Tageskapazität von 500 Gästen. Zusätzlich zur ökologischen Landwirtschaft auf dem 100-Dekar-Land der Schmetterlingsbucht führt es Projekte in den Bereichen Reinigung, Meerreinigung und saubere Energie durch.

## Geschichte

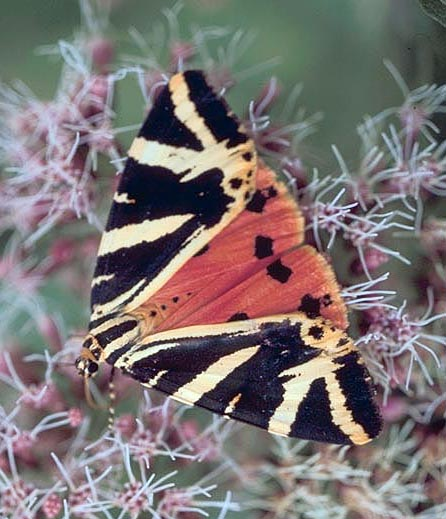
Ein Russischer Bär (Euplagia quadripunctaria)

Die Geschichte der Schmetterlingsbucht geht bis ins 4. Jahrhundert v. Chr. zurück. Einige Überreste der lykischen Siedlung „Perdicia“ befinden sich direkt über der Schmetterlingsbucht. Das dortige Dorf heißt „Faralya“. Der aktuelle Name des Viertels ist Uzunyurt. Die durch die Terrassierung der Hänge entstandene Gartenbaukultur, die von der byzantinischen und griechischen Zivilisation bis in die letzte Zeit des Osmanischen Reiches gepflegt wurde, hat sich bis heute erhalten.
Der Sammler-Fotograf Rıfat Kılar war in den späten 70er Jahren von den Schmetterlingen des Tals beeindruckt und sagte, dass es „Tal der Schmetterlinge“ heißen sollte, worauf die Bucht, bekannt als „Gürümsu“, ihren heutigen Namen erhielt. Sein Freund H. Deniz Bayramoğlu gründete das Unternehmen, das 1987 unter diesem Namen zur Geburt von „Schmetterlingsbucht“ führte. Ziel war es, den Grundstein für ein Lebensmodell im Einklang mit der Natur zu legen und dieses mit der ganzen Welt zu teilen. Eine Gruppe von Naturliebhabern, insbesondere die Musikerin Nezih Topuzlu und H. Deniz Bayramoğlu, hat es sich zur Aufgabe gemacht, das Tal zu schützen. Da die Bebauungsverbote in der Region für einen nachhaltigen Schutz nicht ausreichen, versuchten sie, ein Zentrum zu schaffen, das verschiedene naturverträgliche Ideen und Aktivitäten vereint.